# Xipe Totec

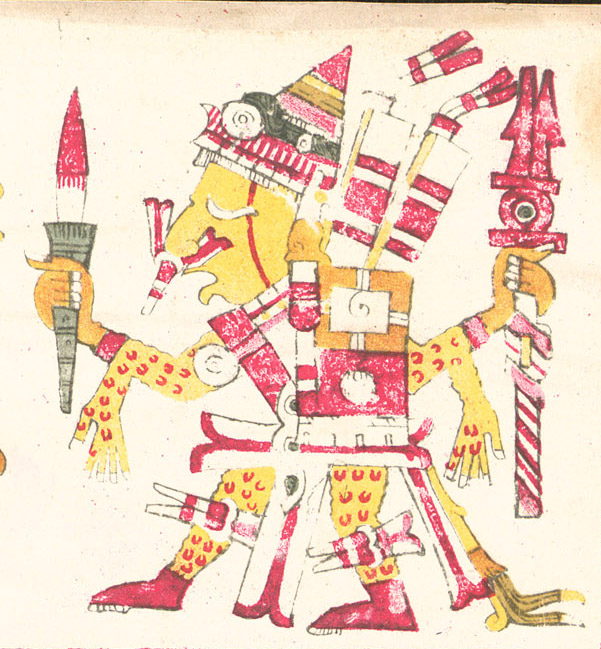
Xipe Totec, i en framställning från 1400-talet.

Denna drygt 1 meter höga figur föreställande Xipe Totec grävde Sigvald Linné fram 1932 vid Teotihuacan. Den finns idag på Antropologiska museet (Museo Nacional de Antropología, MNA) i Mexico City.

Xipe Totec, (/ ʃiːpə toʊtɛk /, Klassisk nahuatl: Xipe Totec [ʃiːpe toteːkʷ])  eller Xipetotec ("Vår Herre - den flådde"), var i fornmexikansk mytologi och religion, livets, dödens och återfödelsens gudom. Han var även jordbrukets, växtlighetens, österns, sjukdomens, vårens, guldsmedernas, silversmedernas, frigörelsens och årstidernas gud. Xipe Totec var också känd under flera andra namn, inklusive Tlatlauhca (nahuatl uttal: [t͡ɬat͡ɬawʔka]), Tlatlauhqui Tezcatlipoca (nahuatl uttal: [t͡ɬat͡ɬawʔki teskat͡ɬipoːka]) ("Red Smoking Mirror") och Youalahuan (uttal nahuatl: [jowaˈlawan]) ("Night Drinker"). Tlaxcaltekerna och Huexotzinkanerna dyrkade en version av gudomen under namnet Camaxtli, och guden har identifierats som Yopi, en zapotekisk gud som finns representerad på uronor från den klassiska perioden (200 f.Kr. - 1000 e.Kr.). Hans kvinnliga motsvarighet var gudinnan Xilonen-Chicomecoatl.
Xipe Totec kopplade jordbruks förnyelse till krigföring. Han flådde sig själv för att på så sätt ge mat till människorna, en symbolisk handling som kan liknas vid hur majsfrön gör sig av med sitt yttre skal innan nya plantor kan gro, eller ormar som ömsar skinn. Utan sin hud, avbildades han som en gyllene gud. Aztekerna betraktade Xipe Totec som den gud som skapade krig. I hans attribut ingår den spetsiga huvudbonaden och rasselstaven. Båda dessa attribut var även en del av den mexikanske kejsarens krigklädsel. Han hade ett tempel som kallades Yopico och som utgjorde en del av det stora templet i Tenochtitlan. Xipe Totec förknippas med finnar, inflammation och ögonsjukdomar, och sannolikt därmed även pest och sjukdom.
Xipe Totecs ursprung är osäkert. Han dyrkades allmänt i centrala Mexiko vid tidpunkten för den spanska erövringen, och var känd under större delen av Mesoamerika. Representationer av guden har påvisats så långt bort som Mayapan på Yucatán-halvön. Dyrkan av Xipe Totec var vanlig längs den mexikanska golfkusten under tidig postklassisk tid. Gudomen blev troligen central för aztekerna efter deras erövring av golfkusten i mitten av 1400-talet.

## Attribut
Xipe Totec avbildas med sin högra hand lyft och sin vänstra hand utsträckt. Han bär huden från en annan människa, många gånger syns hudens händer hängande från handlederna. Hans händer är böjda i en position för att eventuellt hålla ett ceremoniellt objekt. Kroppen är ofta målad gul på ena sidan och solbränd på den andra. Hans mun, läppar, hals, händer och ben är ibland rödmålade. I vissa fall är vissa delar av den mänskliga huden han bär målad gulgrå. Ögonen är inte synliga, munnen är öppen och öronen är perforerade. Han hade vertikala ränder från pannan ner över ögonen till hakan. Ibland har han en gul sköld och håller i en bägare fylld med frön. Över bröstet syns ett snitt, som gjorts i syfte att plocka ut hjärtat av offret innan offret flås. Det anses troligt att skulpturer av Xipe Totec kläddes rituellt i huden från offer och bar sandaler.

## Årlig festival
Den årliga festivalen för Xipe Totec firades vid vårdagjämning vilket infaller strax innan regnsäsongen börjar. Den var känd som Tlacaxipehualiztli ([t͡ɬakaʃipewalist͡ɬi], "avhudning av män"). Denna festival ägde rum i mars vid tiden för den spanska erövringen. Fyrtio dagar före Xipe Totec-festivalen utsågs ett antal krigsfångar eller slavar att representera och hedras som den levande guden under denna period.  
Den centrala rituella handlingen av "Tlacaxipehualiztli" var det gladiatorspel med krigsfångar som båda inledde och avslutade festivalen. Krigsfångar som ansågs extra modiga förankrades vid en rund stenplattform. De fick endast symboliska vapen att försvara sig med i form av träsvärd försedda med fjädrar istället för obsidian. De fick sedan slåss mot fullt utrustade aztek-krigare. 
På festivalens nästa dag var det dags för "spelet med rör" (game of canes) vilket utfördes av två grupperingar. Den ena gruppen representerade Xipe Totec och var klädda i skinn från de krigsfångar som dödats föregående dag. Den andra gruppen utgjordes av modiga och orädda soldater. Efter detta spel gick representanter för Xipe Totec runt i stadens hus och krävde att de skulle få gåvor till Xipe Totec. Inne i husen satt de på tzapote-blad, kläddes i halsband gjorda av majs ochserverades pulque (vin) att dricka. 
De krigsfångar och slavar som offrades fick först sina hjärtan utskurna. Efter det att hjärtat skurits ut flåddes de noggrant. Huden bars sedan av prästerna i tjugo dagar under de fertilitetsritualer som sedan följde. Denna ceremoni kallades "Neteotquiliztli" vilket kan översättas till "personifiering av en gud". Skinnen var ofta prydda med ljusa fjädrar och guldsmycken. Efter tjugo dagar lades skinnen i särskilda behållare med tättslutande lock för att stänga inne stanken av förruttnelse. Dessa behållare förvarades sedan i en kammare under templet.
Guldsmederna deltog också i Tlacaxipehualizti. De hade en fest som kallas Yopico varje år i templet under månaden Tlacaxipehualizti.

## Symbolism
När dyrkarna av Xipe Totec kastade av sig den ruttnande flådda huden efter tjugo dagar symboliserade detta pånyttfödelse och årstidernas förnyelse. Det gamla övergavs och den nya vegetation kunde äntligen växa fram. Att ikläda sig den nya huden av en flådd fånge representerade den nya växtlighet som jorden ikläder sig när regnet kommer. Den levande guden låg dold under det ytliga skalet av död, redo att bryta fram som ett groende frö. 
Men gudomen hade också en illvillig sida då Xipe Totec sades orsaka utslag, finnar, inflammationer och ögoninfektioner. Skinnen från de flådda troddes ha läkande egenskaper vid beröring och mödrar tog därför med sig sina sjuka barn för att vidröra sådana skinn för att bota deras sjukdomar och lindra deras krämpor. Människor som vill bli botade offrade till Xipe Totec på Yopico.

### Fotnoter
1. ↑  Robelo, Cecilio Agustín (1905) (på spanska). Diccionario de Mitología Nahua. Mexico City, Mexico: =Biblioteca Porrúa. Museo Nacional de Arqueología, Historia y Etnología. ISBN 978-9684327955
2. 1 2 3 4 5 6 7 8 9  Saville, Marshall (1929). ”Saville 'Aztecan God Xipe Totec”. Indian Notes(1929) (Museum of the American Indian):  sid. 151–174.
3. 1 2 3 4 5 6 7  Fernández, Adela (1996) [1992] (på spanska). Dioses Prehispánicos de México. Mexico City: Panorama Editorial. ISBN 968-38-0306-7. OCLC 59601185
4. ↑  ”Arkiverade kopian”. Arkiverad från originalet den 6 mars 2005. https://web.archive.org/web/20050306164554/http://www.projekt.pedc.se/kommunikation/kung/gamla/amerika/INDEX-filer/page0023.htm. Läst 22 maj 2009.
5. 1 2 3  Miller, Mary; Karl Taube (2003) [1993]. An Illustrated Dictionary of the Gods and Symbols of Ancient Mexico and the Maya. London: Thames & Hudson. ISBN 0-500-27928-4. OCLC 28801551
6. 1 2 3 4 5 6  Matos Moctezuma, Eduardo; Felipe Solis Olguín (2002). Aztecs. London: Royal Academy of Arts. ISBN 1-903973-22-8. OCLC 56096386
7. ↑  Smith, Michael E. (2003) [1996]. The Aztecs (second). Malden MA; Oxford and Carlton, Australia: Blackwell Publishing. ISBN 0-631-23016-5. OCLC 59452395
8. ↑  Neumann, Franke J. (February 1976). ”The Flayed God and His Rattle-Stick: A Shamanic Element in Pre-Hispanic Mesoamerican Religion”. History of Religions (Chicago, IL: University of Chicago Press) 15 (3):  sid. 251–263. doi:10.1086/462746.
9. ↑  Coe, Michael D.; Rex Koontz (2008) [1962]. Mexico From the Olmecs to the Aztecs. New York, New York: Thames & Hudson. ISBN 978-0-500-28755-2. OCLC 2008901003
10. ↑  Matos Moctezuma, Eduardo; Felipe Solis Olguín (2002). Aztecs. London: Royal Academy of Arts. ISBN 1-903973-22-8. OCLC 56096386